# Viatxeslav von Pleve
Viatxeslav Konstantínovitx von Pleve (en rus: Вячесла́в Константи́нович фон Пле́ве, romanització: Vjačeslav Konstantínovič von Pleve), també anomenat Plehve o von Plehwe (Mesxovsk, 1846 - Sant Petersburg, 1904), fou un funcionari, polític i ministre rus.

## Biografia
Nascut el 1846, va ingressar en el funcionariat imperial el 1867. El 1881 se'l va nomenar director del Departament de Policia i el 1899, ministre del Gran Ducat de Finlàndia, on va adquirir fama de defensor de la autocràcia. Va aprovar una sèrie de mesures que van acabar amb l'autonomia que el ducat gaudia des del seu ingrés en l'imperi el 1809, la qual cosa va fomentar el nacionalisme finlandès.
Intel·ligent, lliurat a conservar el model polític absolutista rus i conscient de la crisi que travessava el país, el tsar el va nomenar ministre d'Interior —el lloc més important de l'Administració— a l'abril de 1902, després de morir assassinat el seu antecessor. Se'l considera un dels estadistes més reaccionaris i astuts dels últims anys de l'imperi. Es va convertir en la principal figura governamental, juntament amb el ministre de Finances, Serguéi Witte, que anhelava com ell dirigir la política nacional.
Pleve va tractar de forjar un sistema autocràtic fort, disposat a adaptar-se a la nova situació, però solament mitjançant reformes graduals dirigides pel mateix règim. Sense tolerància per la dissensió, Pleve admetia la cooperació subordinada de la societat, dels organismes locals i de les minories, però sempre sota el control i direcció estatals. Per reforçar l'autoritat de la monarquia, va tractar de recobrar el respatller de la noblesa, millorar la situació econòmica d'obrers i camperols per neutralitzar el seu descontentament, aixafar als moviments revolucionaris mitjançant l'ús de la policia i aconseguir la cooperació de la societat. No obstant això, les seves reformes van ser tan limitades i les seves mesures de repressió tan extenses que solament van aconseguir agreujar l'hostilitat dels diferents sectors de la població (camperols, obrers, noblesa, classes mitjanes de les províncies o minories). Va morir assassinat per l'Organització de Combat Socialrevolucionària, paradoxalment encapçalada llavors per un agent de la policia, al juliol de 1904, pocs mesos abans de l'esclat de la Revolució russa.

### Inicis
D'orígens relativament modests, Pleve era net d'un alemany emigrat a Rússia en la dècada de 1820 des de Poznań, en la Polònia prussiana. El seu pare, Kostantín Grigórevitx, el fill major de la família, havia estudiat a la Universitat Estatal de Moscou i treballava com a mestre. S'havia casat amb la seva mare, Elizaveta Mijailovna, filla d'un terratinent modest. Viatxeslav va néixer a Mesxovsk —on el seu pare es trobava destinat com a professor d'història i geografia—, a uns 210 km al sud-oest de Moscou, el 8 d'abril de 1846.
Després de cinc anys en Mesxovsk, la família es va traslladar a Varsòvia, en la Polònia russa, on el pare havia acceptat un lloc de professor del gimnàs de la ciutat. Va passar la seva joventut, fins als setze anys, a Varsòvia, on va créixer envoltat de jueus. El 1862, poc abans de la revolta polonesa, els seus pares li van enviar de retorn a Rússia per completar la seva educació; estudiant brillant, es va graduar primer de la seva classe en el gimnàs de Kaluga abans d'ingressar aquest mateix any de 1863 a la Universitat de Moscou per estudiar dret. Pleve va gaudir dels seus anys universitaris i el 1894 va fundar una beca amb el seu nom a la universitat; es va graduar el 1867. Poc després de la seva graduació a l'agost d'aquest any, va entrar com a advocat al servei d'Estat; ambiciós i amb talent, va ascendir amb rapidesa.

### Carrera en províncies
Pleve va ingressar en el Ministeri de Justícia com a fiscal, encarregat de la defensa dels interessos estatals i de la recerca i persecució de delictes polítics. Va passar catorze anys en el ministeri, període que va coincidir al principi amb el ministre ministeri de Konstantin Pahlen, oposat a algunes de les reformes del sistema judicial aprovades el 1864, entre elles la independència del poder judicial, i conegut per ascendir als funcionaris obedients amb el ministeri i inclinats a cooperar amb les autoritats. Després d'un any de distingit servei en un lloc menor en la fiscalia de Moscou, li van transferir a Vladímir, on va passar tres anys i va contreure matrimoni amb Zinaida Nikolaevna Uzhumetskoi-Gritsevich, filla d'un oficial de rang mitjà (27 d'abril de 1869). A l'any de matrimoni, va néixer la primera filla, Elizaveta; el segon fill, Nikolái, va néixer dos anys més tard. El 1870 va ascendir per primera vegada, a ajudant del fiscal de Tula; tres anys més tard va rebre un altre ascens i fou traslladat a Vólogda com a fiscal provincial. La seva habilitat en la reforma judicial de la província li va fer destacar i el ministre li va nomenar ajudant del fiscal del Tribunal de Justícia de Varsòvia el 1876.
En el seu període a Polònia, va mostrar la mateixa habilitat i energia que en els llocs anterior, però va començar a investigar delictes polítics, àrea en la qual va forjar la seva reputació. El seu brillant acompliment a Varsòvia el va conduir a nous ascensos i honors i a obtenir la supervisió de la fiscalia de Kíev i, el 1879, a ser nomenat fiscal del Tribunal de Justícia de la capital.

### Carrera a la capital

#### Fiscal de Sant Petersburg

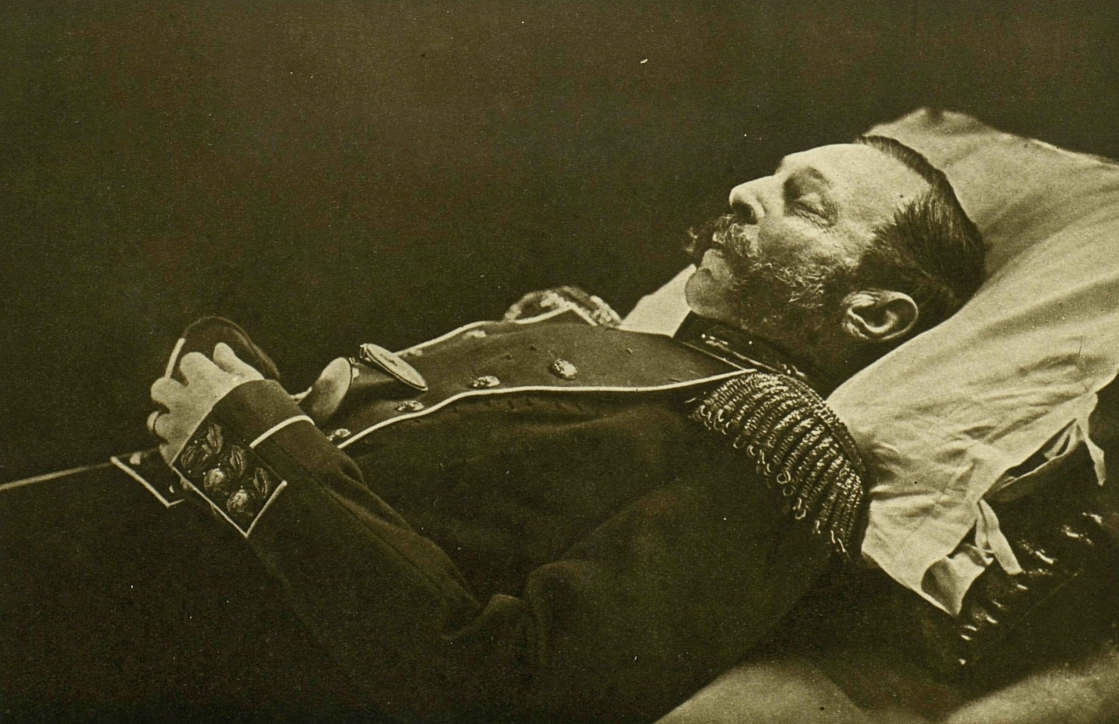
Alexandre II el 1881. Pleve va tenir un destacat paper com a fiscal de Sant Petersburg en la recerca dels atemptats contra l'emperador, inclòs el que li va costar la vida.

Pleve fungió com a fiscal de la capital durant dos anys, de 1879 a 1881, i va haver d'investigar diversos atemptats contra l'emperador, Alexandre II. El fallit atemptat del 5 de febrer de 1880, en el qual es va tractar d'assassinar al monarca volant part del Palau d'Hivern, va donar l'oportunitat a Pleve de mostrar les seves capacitats al propi tsar, ja que va haver de presentar davant ell l'informe sobre l'atemptat. El monarca va quedar molt impressionat per l'habilitat del jove fiscal.

#### Al capdavant de la policia
Es va distingir novament en la recerca, detenció i càstig dels assassins del monarca, que havien aconseguit posar fi a la seva vida en un nou atemptat l'1 de març de 1881. En menys d'un mes, els capitosts de la conspiració que havia acabat amb el sobirà havien estat detinguts, jutjats i penjats. Després de certs dubtes, Pleve va acceptar abandonar el Ministeri de Justícia per passar al d'Interior com a director del Departament de Policia Estatal, amb l'objectiu d'eliminar les organitzacions revolucionàries (15 d'abril de 1881). Lliurat a aquesta difícil tasca, a la qual es va dedicar amb esforç característic, va aconseguir eliminar el poder de Naródnaia Vólia («Voluntat Popular») para quan va abandonar el departament el 1884. Es va llaurar en aquest posat fama de brillant administrador i policia, que havia retornat la calma a l'imperi. Malgrat els successius relleus al capdavant del ministeri davant qualsevol besllum de concessions que el nou tsar Alexandre III rebutjava, Pleve es va mantenir en el seu càrrec i va heretar la policia reorganitzada i els nous poders de l'últim ministre del monarca assassinat. Va utilitzar aquests per estendre el control policial de la població, intensificar la persecució dels revolucionaris i augmentar el control de les universitats i de la premsa. Va exercir un paper destacat en la redacció de l'Estatut sobre Mesures per a la Conservació de la Seguretat de l'Estat i de l'Ordre Públic, una nova llei aprovada a l'agost de 1881 que permetia restringir les llibertats civils i fins i tot imposar la llei marcial a les regions que es consideressin sota amenaça revolucionària; aprovada com a mesura d'emergència, va romandre en vigor fins a la caiguda de la monarquia. Convençut que la majoria dels revolucionaris sorgien de la influència de les universitats i de la premsa liberal, va tractar de controlar les primeres i de reprimir la segona. En la seva persecució dels revolucionaris, va utilitzar agents dobles i penedits amb els quals va aconseguir desbaratar la seva organització i detenir als seus principals dirigents.

#### Viceministre d'Interior
El juliol de 1884, se'l va nomenar senador, càrrec de prestigi per a un home encara en la trentena; sis mesos més tard, va abandonar el comandament de les forces policials per convertir-se en un dels viceministres d'Interior, on va exercir un important paper, tant per les limitacions dels seus col·legues com per la seva habilitat i esforç personals i la malaltia del ministre, que li va permetre sovint substituir-ho. Després de la mort del ministre Tolstoi, no obstant això, el tsar va decidir no nomenar-ho per dirigir el ministeri, encara que ho va mantenir com a ajudant del nou ministre, de capacitats limitades i que va seguir recolzant-se en Pleve. Encara sense comptar amb un lloc oficialment important ni amb la confiança de l'emperador, dirigia en la pràctica el ministeri.
El 1890, va presidir una comissió sobre assumptes jueus que va aconsellar l'enduriment de les restriccions que sofrien i la gradual expulsió de l'imperi, suggeriments que finalment el Govern va rebutjar per temor a perdre crèdit a l'estranger. D'altra banda, va dirigir en la pràctica el comitè d'ajuda en la fam russa de 1891, presidit pel futur tsar Nicolau II. El mateix any, va ingressar en la noblesa hereditària.

#### Secretari imperial
Malgrat la seva ambició d'aconseguir el lloc de ministre de l'Interior, l'1 de gener de 1894 fou rellevat del seu càrrec de viceministre i nomenat secretari imperial, cap de la Cancelleria imperial, organisme depenent del Consell d'Estat que revisava la legislació i gestionava la selecció dels consellers d'Estat. Ascens aparent, no va ser ben rebut per Pleve, ja que li allunyava del Govern. Poc dedicat als assumptes de la Cancelleria, va cuidar, no obstant això, els nomenaments de consellers d'Estat a través de les propostes de candidats al tsar. En la revisió dels estatuts jurídics de 1894, es va mostrar favorable a l'abolició de la independència judicial i a la restricció d'ús del jurat, posicions que van resultar derrotades en la comissió que les va estudiar. El 1899, va aconseguir el càrrec de conseller, el segon en importància en l'escalafó de l'administració pública imperial.
Encara ignorat per al lloc de ministre d'Interior, va participar en la redacció i aplicació de les mesures que van restringir la tradicional autonomia política i militar finlandesa. Va tenir un destacat paper en la redacció del manifest imperial del 3 de febrer de 1899, part de la legislació que va acabar amb l'autonomia de Hèlsinki. El 17 d'agost de 1899, i amb el suport del governador general de Finlàndia, en nacionalista rus Nikolai Bóbrikov, el tsar li va nomenar secretari d'Estat per a Finlàndia, que suposadament representava a aquesta a Sant Petersburg i solia estar ocupat per un finlandès.

#### Secretari d'Estat per a Finlàndia
Aparentment més moderat que Bobrikov, els finlandesos li van rebre amb hostilitat i en la pràctica va recolzar les mesures de russificació del governador general. Si el 1898 Bobrikov havia augmentat el curt servei militar finlandès i permès la inclusió dels reclutes finlandesos en unitats russes —mesura àmpliament rebutjada a Finlàndia—, al febrer de 1899 el tsar havia confirmat la preeminència de les lleis imperials sobre les del ducat. Durant el mandat de Pleve es va aprovar (en 1901) el sistema de lleves, que es va enfrontar a una intensa oposició passiva en tota Finlàndia, i a la introducció de funcionaris russos en l'administració finlandesa. Es van reforçar els poders de la Policia i es va introduir el rus en l'administració i a les escoles; a l'abril de 1903, es va suspendre la Constitució i Bobrikov va començar a governar amb poders dictatorials fins al seu assassinat al juny de 1904, un mes abans de l'homicidi del mateix Pleve.

### Ministre d'Interior

#### Caràcter de Pleve
Intel·ligent, de bona memòria, gran treballador, calmat, educat, impertorbable i amb gran talent per al treball administratiu, agradava de la sinceritat i era un home sofisticat i conreat. D'altra banda, mancava de visió àmplia i la seva carrera es limitava a l'Administració pública, que considerava com a remei per a tots els mals que afligien al país. Freturós de contactes en altres grups socials com la burgesia, la intel·lectualitat o la noblesa, no comptava amb el suport de segment algun de la població. Amb escassos amics íntims, amb prou feines participava en la vida social de la capital. Entre els seus col·legues de l'administració no era volgut ni es confiava en ell; era sovint menyspreador i sarcàstic amb els seus subordinats, però obsequiós amb aquells que podien facilitar el seu ascens. Aquest caràcter, juntament amb la seva clara ambició, li va crear nombrosos enemics, que admetien la seva intel·ligència, però li consideraven, en paraules d'un col·lega, «hàbil i ple de recursos, com Belcebú». Alguns adversaris, com el ministre de Finances Serguéi Witte, li creien freturosa de conviccions polítiques.

#### Nomenament i poders del ministre

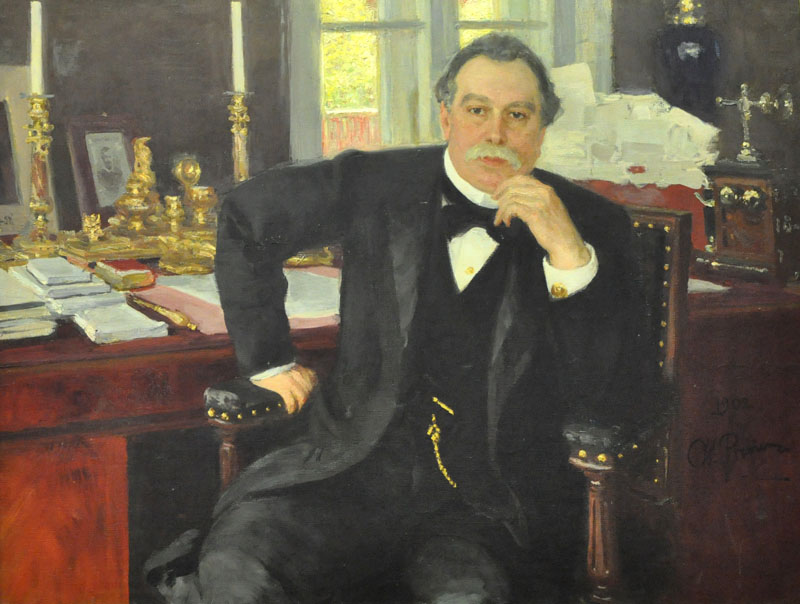
Pleve, retratat per Ilià Repin l'any en què fou nomenat ministre de l'Interior.

El 4 d'abril de 1902, l'endemà passat de l'assassinat del seu predecessor en el càrrec, el tsar li va nomenar ministre d'Interior. El nomenament posava fi a deu anys de control parcial de la política governamental pel ministre de Finances, Serguéi Witte. El tsar li havia nomenat descontent per les tímides mesures repressives del seu antecessor assassinat, Dmitri Serguéievitx Sipyagin. El lloc, que gaudia d'amplis poders, era el càrrec administratiu més important de l'imperi. El país es trobava en un procés de modernització, industrialització i transformació social que havia produït una greu crisi en el règim imperial. El Govern s'enfrontava a revessos diplomàtics, regirades camperoles, tensió obrera i entre les minories nacionals, oposició entre les classes socials educades, creixement de l'activitat revolucionària i terrorisme polític. Es va nomenar a Pleve perquè resolgués aquests problemes i restaurés el control estatal de la situació. Emprant una mescla de repressió i reformes, va tractar de dividir a l'oposició política i d'atreure's a les principals figures de la societat. Va tractar d'ampliar el poder de la burocràcia imperial, i el seu propi dins d'aquesta. Els seus mètodes, que conjugaven una repressió brutal de l'oposició amb reformes diverses (de l'administració local, de la legislació agrària i fabril), li van atorgar una reputació d'indesitjable que va enfosquir el seu programa polític.
El lloc al que va accedir gaudia d'amplis poders, que incloïen no solament els diferents departaments policials, sinó altres dedicats a qüestions agràries, de correus i telègrafs, medicina, estadística, religions -excepte l'ortodoxa russa-, presons o censura de premsa. Els governadors provincials depenien del seu ministeri, que explicava a més amb notable autoritat sobre els zemstvos i ajuntaments. Pràcticament qualsevol aspecte de la política nacional depenia d'alguna manera del Ministeri d'Interior.

### Reforma i control

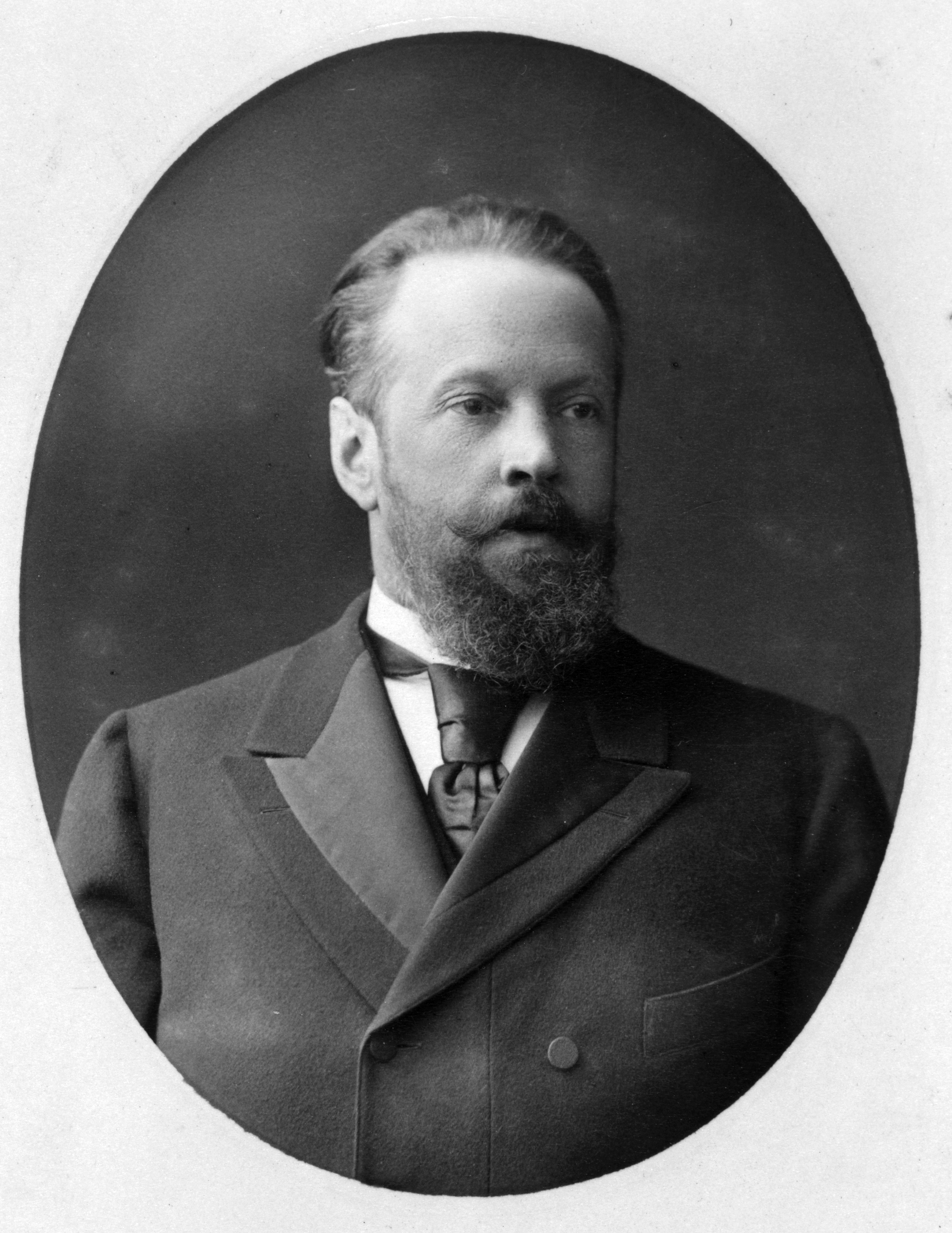
Serguéi Witte, ministre de Finances i principal rival pel control de la política governamental de Pleve, havia dut a terme una important labor de modernització de l'economia russa que, no obstant això, va produir tensions socials i polítiques a les quals Pleve va tractar de posar fi sense alterar el model autocràtic.

Obert a les reformes però defensor del principi autocràtic, va ser l'autor de l'ambigu decret del 26 de febrer de 1903 que, alhora que prometia descentralització de l'autoritat estatal, garantia el control del ministeri sobre els assumptes de la nació. S'oposava, no obstant això, a la participació de la població, a la qual creia mal formada per a això, en la gestió del poder governamental. Para ell la autocràcia era garantia d'ordre i estabilitat. Més inclinat a la repressió que a les reformes, va intensificar l'acció de la policia, les mesures de rusificació de les minories i va assetjar als zemstvos.
Tant Pleve com Witte admetien la crisi del sistema i la necessitat de reformes, però la seva actitud cap a elles era diferent. Mentre el segon admetia la necessitat de la cooperació de la societat en l'aplicació de les reformes, que el Govern no podia dur a terme en solitari, era conscient que la autocràcia afavoria l'oposició de la societat al Govern i li privava de la cooperació que necessitava. Les mesures repressives solament augmentaven l'hostilitat de la societat cap al Govern, en opinió de Witte. Para Pleve els canvis, necessaris i inevitables, havien de ser graduals i estar controlats a tot moment pel Govern. Qualsevol preocupat per la situació del país no havia d'oposar-se al Govern imperial, sinó cooperar amb ell; havia de ser el funcionariat imperial el que, amb l'ajuda dels elements de la societat, dugués a terme les reformes necessàries. Qualsevol intent d'oposició a la autocràcia o d'obtenir poder polític havia de combatre's amb decisió, sostenia Pleve. El Govern havia d'acceptar a aquells disposats a treballar amb ell però, al mateix temps, perseguir amb duresa a l'oposició.

### Reforma i control del camp
Un discurs del tsar en Kursk el 30 d'agost de 1902 va indicar el canvi de prioritats del Govern: després d'una dècada concentrat en el desenvolupament industrial, el Govern tornava a atendre als assumptes de la Rússia rural, pel que esperava obtenir la cooperació dels zemstvos i de la noblesa. La declaració imperial, inspirada pel ministre, mostrava alhora el desig de conciliació de la burocràcia tsarista cap als zemstvos i el seu desig de limitar la seva participació en els assumptes locals.
En la tardor de 1902, Pleve ja havia mostrat quina seria la seva actitud cap al camp rus: duresa en la repressió de les revoltes, com havia demostrat poc després de prendre possessió en Khàrkiv i Poltava, i fermesa davant les activitats il·legals dels zemstvos; al mateix temps, disposició per revisar la legislació camperola per augmentar el control estatal en el camp, si pot ser amb la cooperació dels elements més conservadors i majoritaris dels zemstvos —el corrent eslavòfila. El principal enemic del ministre en el camp era l'anomenat «tercer element» —els empleats dels zemstvos per cobrir les seves funcions: professors, agrònoms, enginyers, metges...—, al que Pleve va arribar a acusar de promoure els desordres camperols i de conspirar per acabar amb «l'ordre establert».

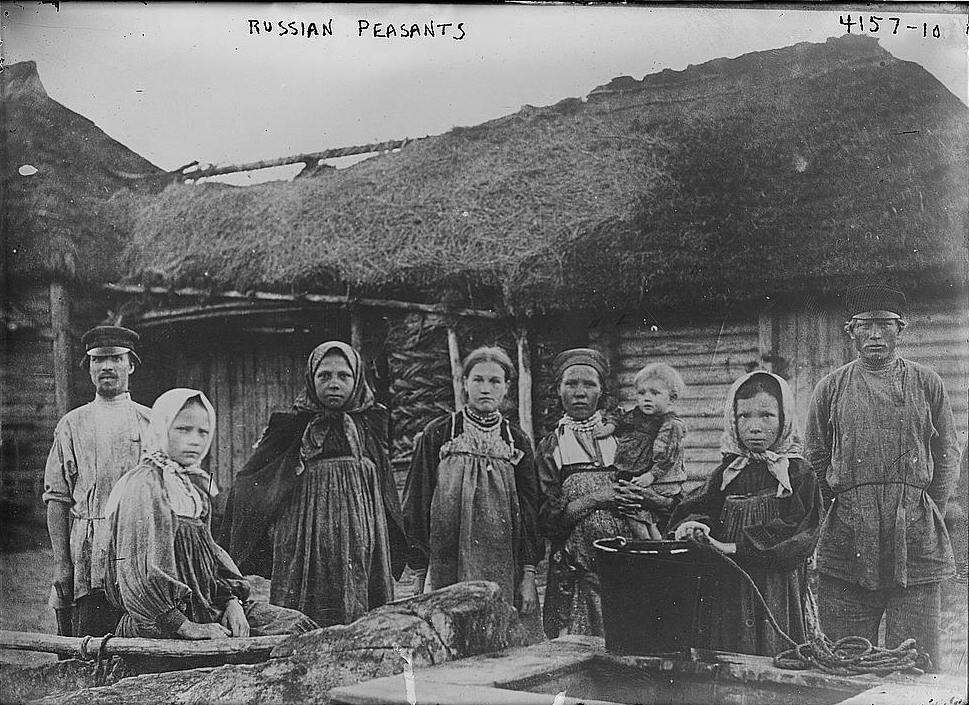
Camperols russos. Pleve va tractar d'aprovar una sèrie d'importants reformes que combinaven l'abandó gradual de la tradicional comuna amb el reassentament dels camperols de zones superpoblades en altres d'escassa població russa i l'augment del control de l'administració imperial a les zones rurals.

En el manifest imperial del 26 a febrer de 1903, redactat a tot córrer per encàrrec del tsar, el Govern es va mostrar disposat a modificar alguns importants aspectes que regulaven la vida camperola, com l'abolició de la responsabilitat comunal dels deutes i impostos i la possibilitat que els camperols abandonessin la tradicional comuna camperola. El Govern considerava per fi alternatives al col·lectivisme com a sistema social de les zones rurals. No l'abolia directament, mesura que hagués estat radical, però contemplava la possibilitat d'un canvi gradual que no posés en perill el sistema autocràtic. Antecessora de la reforma de Piotr Stolipin, la de Pleve preveia el sorgiment gradual i controlat de camperols propietaris, sortits de la comuna, mentre la resta de la pagesia quedava sota un sistema tutelar gestionat, no ja per la noblesa com antany, sinó per l'Estat. Molts dels funcionaris que van participar en la reforma de Pleve ho van fer més tard en la de Stolypin.
Amb el mateix objectiu de canviar la situació del agro rus, Pleve va enviar delegats a la comissió que estudiava l'estratègia del Banc Camperol, fundat el 1883. A diferència de Witte, que dominava la comissió, Pleve s'oposava al fet que el gruix del crèdit es destinés als camperols acomodats i a la compra de terres dels nobles i el seu lliurament a aquells; Pleve desitjava que els fons del banc es destinessin al reassentament dels camperols pobres de les zones superpoblades en altres —com el Caucas o les províncies occidentals— on el seu assentament augmentés la proporció de russos i amb ells la seguretat de l'Estat. En opinió de Pleve, el seu ministeri havia de participar en l'assignació de fons, que havia de servir principalment per augmentar l'estabilitat del país i el control de l'administració. El punt de vista de Pleve va prevaler una vegada eliminat del poder Witte i es va promulgar com a llei el 6 de juny de 1904. L'Estat va controlar a partir de llavors el reassentament de camperols, que rebien certs avantatges si el seu trasllat afavoria els interessos estatals.
La ruptura entre els zemstvos i Pleve es va produir a la fi de 1902 i començaments de 1903. La raó principal va ser la diferència de percepcions en les funcions d'aquells; per Pleve, els zemstvos no eren en el fons més que organismes administratius que havien de sotmetre's en última instància a l'administració provincial. Per als membres dels zemstvos, fins i tot els més moderats i conservadors, la lleialtat essencial la devien no al Govern imperial, sinó als seus electors i consideraven la defensa de la independència dels seus organismes com a fonamental. Pleve veia als zemstvos i la seva obstinació per formar organitzacions a nivell estatal com una amenaça al sistema polític; una assemblea nacional de zemstvos podia fàcilment convertir-se en el germen d'un Parlament i en el començament de la fi de la monarquia. Les seves exigències d'una Constitució les percebia com una traïció a la autocràcia. Els intents de conciliació entre les dues parts van fracassar; Pleve havia fracassat en el seu intent d'atreure als elements més conservadors i aïllar així als opositors més radicals dins dels zemstvos. A partir de llavors, privat de la cooperació de les organitzacions de la societat als seus programes de reforma, va haver de limitar-se a tractar d'aconseguir l'ajuda d'individus i de tractar de dur-los a terme enfront de l'oposició general.
L'abril del 1904, i per a escàndol de l'oposició més moderada agrupada entorn d'aquests, Pleve es va negar a acceptar el nomenament de D. N. Shipov, partidari de la formació d'una organització nacional de zemstvos, com a president dels zemstvos de l'óblast de Moscou; el ministre temia que, amb el temps, tal institució entrés en conflicte amb l'administració tsarista. Pleve, que prèviament havia tractat infructuosament d'aconseguir la cooperació de Shipov, temia les possibles conseqüències polítiques de la formació d'una organització nacional de zemstvos com la que Shipov havia creat per alleujar la situació dels ferits de la guerra amb el Japó i la de les seves famílies: que aquesta comencés a tractar assumptes polítics nacionals en comptes de limitar-se als assumptes locals com exigia la llei.

### Reforma de l'administració
El Govern rus tenia escàs control sobre els successos de les zones rurals, tant pel complicat de l'administració local com per la falta de funcionaris en aquestes regions. Segons Pleve, el problema era administratiu i la lentitud de reacció del Govern imperial als esdeveniments de les zones rurals era una de les causes de la crisi del sistema imperial. Pleve va proposar una reforma de l'administració amb diverses característiques: la descentralització del control dels assumptes rurals, que passaria als governadors provincials —dependents del seu ministeri—; la unificació dels diferents organismes que treballaven a nivell provincial i local, tant els triats localment com els dependents de diferents ministeris, sota el control dels governadors; i la participació de la societat local en els assumptes locals. La participació de la societat rural, no obstant això, no es faria mitjançant la creació d'organismes nacionals que coordinessin als zemstvos, sinó mitjançant conferències consultives del Ministeri de l'Interior a les quals es convocaria a aquests. L'esborrany legislatiu presentat per Pleve al tsar a l'octubre de 1902 reflectia aquest pla fonamental: el de reforçar l'autoritat dels governadors provincials en la gestió de tots els organismes provincials i locals; el tsar va donar la seva aprovació a l'esborrany, que va passar a una comissió d'estudi el gener de 1903. El pla de Pleve havia de fomentar la cooperació dels zemstvos, reduir la seva oposició a l'administració imperial i, alhora, reforçar el poder del seu ministeri.
Les conclusions de la comissió presidida per Pleve i fundada en el manifest de febrer de 1902 privava a ajuntaments i zemstvos de tota autonomia; els governadors provincials podrien acomiadar als seus membres, escollir els assumptes que podien tractar o substituir-los en les matèries que consideressin convenients. Els organismes dels altres ministeris que operaven a les províncies quedaven sotmesos així mateix als governadors el que, en la pràctica, els sotmetia indirectament al Ministeri de l'Interior. La reforma proposada per la comissió de Pleve mai va arribar a aprovar-se, però sí que ho van ser mesures parcials amb el mateix objectiu. Al maig de 1903, per exemple, els inspectors fabrils deixant de dependre del Ministeri de Finances per començar a ser-ho dels governadors. El mes anterior, el sistema de zemstvos s'havia estès a les províncies bàltiques, però d'una manera completament modificada: els seus membres no eren triats, sinó designats pels governadors d'entre els membres de les classes acomodades. Aquests zemstvos reformats eren exemple del model d'administració local preferida per Pleve: organismes creats com a ramificacions de l'administració imperial per tractar assumptes locals, sempre sotmesos als governadors provincials.
El 5 de maig de 1903, es va aprovar a més una important reorganització de la policia. Fins llavors a les zones rurals la policia l'havien format camperols triats per al lloc durant un període, sense formació ni salari, les «desenes» i «centenes» —depenent del nombre de llars que els triava. El càrrec era mal vist i atreia sovint a personatges corruptes i incompetents, incapaços de bregar amb crisis com les de Poltava i Járkov a les quals s'havia hagut d'enfrontar el ministre. Aquest va aconseguir aprovar la substitució gradual —en un període de cinc anys i mig— de les «centenes» per un cos de policia remunerat amb un agent per cada dos mil cinc-cents habitants; la falta de fons va impedir substituir també a les «desenes». Novament, la mesura reforçava el poder dels governadors, que veien augmentada notablement les forces policials a les seves ordres, així com el seu poder en els assumptes de les comunitats rurals. També augmentava directament el del ministeri, que podia traslladar a aquests agents d'una província a una altra en casos que considerés d'emergència. La reforma policial, que tenia l'objectiu de tractar d'evitar desordres a les zones rurals com els de 1902, havien de sufragar-la els camperols.
A l'octubre el ministeri va presentar la seva reforma de l'administració local, que havia de crear un nou organisme depenent d'ell, l'Oficina Principal per a Assumptes Locals, amb un Consell d'Assumptes Locals, presidit pel ministre i que inclouria a tots els caps departamentals del ministeri, els d'altres ministeris afectats així com alguns representants locals —triats sempre pel ministeri, no triats i sense caràcter representatiu. El Consell, a més, era purament consultiu i mancaria de poders per limitar l'acció del ministeri. Aquestes limitacions van desil·lusionar als representants dels zemstvos i el pla no va aconseguir el respatller de la societat en general, però es va convertir en llei el 22 de març de 1904. Els seus efectes, no obstant això, van ser mínims i el Consell es va crear tardanament, en 1908. Les escasses concessions de Pleve als zemstvos feien que ni tan sols l'oposició més moderada quedés satisfeta amb elles.

### Mesures cap a les minories
Poc després de la presa de possessió de Pleve, va tenir lloc el pogrom de Kishinev, del que es va fer responsable al ministre. Si bé el que ordenés les matances està en dubte la passivitat de les forces policials i les mesures que va adoptar posteriorment (prohibició que es formessin organitzacions de defensa jueves, censura dels diaris crítics amb l'actuació del Govern, negació d'ajuda financera a les víctimes, intervenció a favor de l'alliberament dels autors, insistència a celebrar un judici a porta tancada o amenaces a la comunitat) li van fer semblar-ho tant a Rússia com a l'estranger. Instigador directe o no de la matança, Pleve, antisemita, havia fomentat l'antisemitisme que les havia causat, a més de no actuar amb diligència per prevenir-les. Aquest sentiment d'odi cap a la població jueva, comuna entre l'administració russa, ho compartia el propi monarca. El Govern afavoria la repressió de la població jueva, tendència que Pleve tolerava i donava suport. L'antisemitisme oficial es convertia, entre la població, en justificació i esperó als atacs contra els jueus.
La matança i el paper de Pleve van acabar amb la reputació del ministre entre la societat russa, a més de guanyar-se amb ella l'odi de milers de jueus, entre ells el que acabaria assassinant-li. Va complicar a més la seva tasca de resoldre el problema dels nacionalismes de l'imperi, especialment el jueu. El nacionalisme de les minories, oposat al rus, es va estendre a la fi de segle; la resposta de l'administració va ser una sèrie de mesures de rusificació de les minories, que Pleve va donar suport. Para Pleve, els interessos de l'Estat eren el principal; disposat a certes concessions d'autonomia local, aquestes no podien mai, en la seva opinió, posar en risc el que considerava els interessos de l'imperi. Com a ministre, va haver d'enfrontar-se principalment al nacionalisme de tres minories: la mongeta, l'armènia i la finlandesa.

#### Pleve i la comunitat jueva

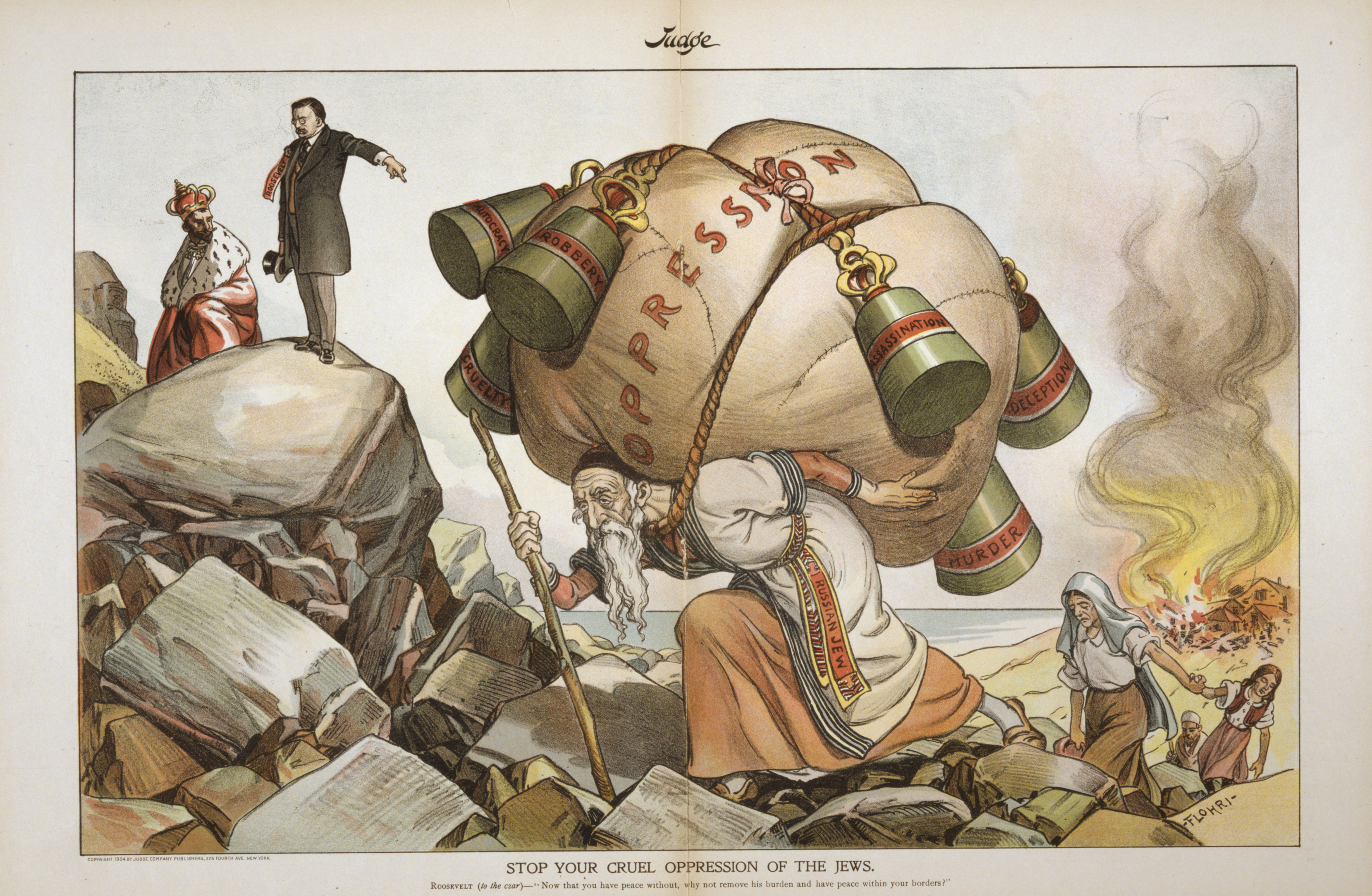
Il·lustració de denúncia de l'opressió tsarista de la població jueva. Pleve, antisemita, va recolzar les lleis que perpetuaven la discriminació, malgrat ser conscient de la conseqüent radicalització de part de la comunitat.

Para Pleve, com para molts altres funcionaris de l'imperi, els jueus constituïen una raça superior en indústria, ambició o habilitat que suposava una amenaça. Per enfrontar-se a aquesta, el Govern els sotmetia a discriminació i persecució. Aquestes empenyien a molts d'ells al moviment revolucionari. Para quan Pleve va assumir el Ministeri d'Interior, la situació de la població jueva russa era desesperada: concentrada en els guetos de les poblacions de la zona d'assentament, creixia en ella el respatller als moviments revolucionari i sionista i l'oposició al Govern. Conscient de les conseqüències negatives de la legislació antisemita, la considerava, no obstant això, necessària per a la «protecció de la pagesia». Desitjós de millorar la seva situació econòmica, que veia com a causa del seu creixent radicalisme, Pleve oferia la seva habitual combinació d'ajuda i repressió. Va ampliar les zones en les quals podien assentar-se al maig de 1903 i es va oposar a l'aprovació de noves mesures de discriminació que, sostenia, solament servirien per agreujar el problema. Va afavorir a més el sionisme, desitjós de desfer-se de la major proporció possible de la comunitat, pel que va mantenir contactes amb Theodor Herzl i va permetre la celebració d'una conferència sionista el Minsk.
La comissió sobre legislació jueva, que finalment no va aprovar grans noves mesures per l'esclat de la guerra amb el Japó, va aconseguir, tanmateix, algunes millores de la situació dels hebreus en l'imperi durant l'estiu de 1904, poc després de l'assassinat del ministre. Pleve va aconseguir millorar lleugerament la situació dels súbdits jueus de l'imperi, encara que es va oposar a l'abolició completa de les mesures discriminatòries que sofrien.

#### Pleve i els finlandesos
Davant el problema del descontentament de la població finlandesa amb les mesures de rusificació, Pleve va aplicar la mateixa mescla de repressió de l'oposició i concessions als moderats que en altres àmbits; en aquest cas, aquestes havien de servir per dividir a l'oposició, que constava de dos corrents, la de cultura finlandesa i la de cultura sueca. L'ultranacionalista Bobrikov, governador general de Finlàndia, va rebutjar els seus suggeriments de moderació, sostenint que serien ineficaces enfront del nacionalisme finlandès. En realitat, les diferències entre el governador general i el ministre eren més de manera que de fons. Les mesures de tots dos solament van exacerbar l'oposició dels finlandesos de totes les classes socials al Govern imperial. A la fi de març de 1903, amb protestes contínues a la regió, Pleve va aconseguir que el tsar aprovés la declaració de la regió com a zona de «seguretat reforçada», la qual cosa va atorgar al governador general poders extraordinaris per enfrontar-se a l'oposició finlandesa. Les mesures de Bobrikov van produir una notable oposició entre les nacions europees. La política cap a Finlàndia, defensada obertament per Pleve, va resultar un fracàs: ni va acabar amb el separatisme a la regió ni va reforçar a l'Estat, conseqüències que el mateix Pleve va haver d'acabar admetent. Amb l'esclat de la guerra amb el Japó, va quedar patenti l'inútil de les mesures rusificadores, tant pel desig de molts finlandesos que Rússia perdés la guerra com per la dificultat d'aconseguir el reclutament de finlandesos en l'Exèrcit; tots dos van conduir a noves mesures repressives.

#### Pleve i l'església armènia
Malgrat els dubtes de Pleve, est va acabar defensant la decisió d'expropiar les propietats de l'Església armènia; malgrat l'oposició del Consell de Ministres, el tsar la va aprovar el 12 de juny de 1903. La mesura distribuïa les propietats entre els ministeris d'Agricultura i Interior i lliurava les escoles armènies al Ministeri d'Educació. La mesura va produir gran oposició entre la població armènia, que es va manifestar per exigir a les seves autoritats eclesiàstiques que es resistissin a ella. Finalment, Pleve va imposar l'expropiació, que es va dur a terme generalment amb brutalitat, promoure el terrorisme dels revolucionaris armenis i va augmentar la inseguretat en el Caucas. Com en el cas de la comunitat jueva i de la finlandesa, les mesures repressives contra els armenis van resultar contraproduents i van enfortir a l'oposició al Govern imperial.

### El problema obrer

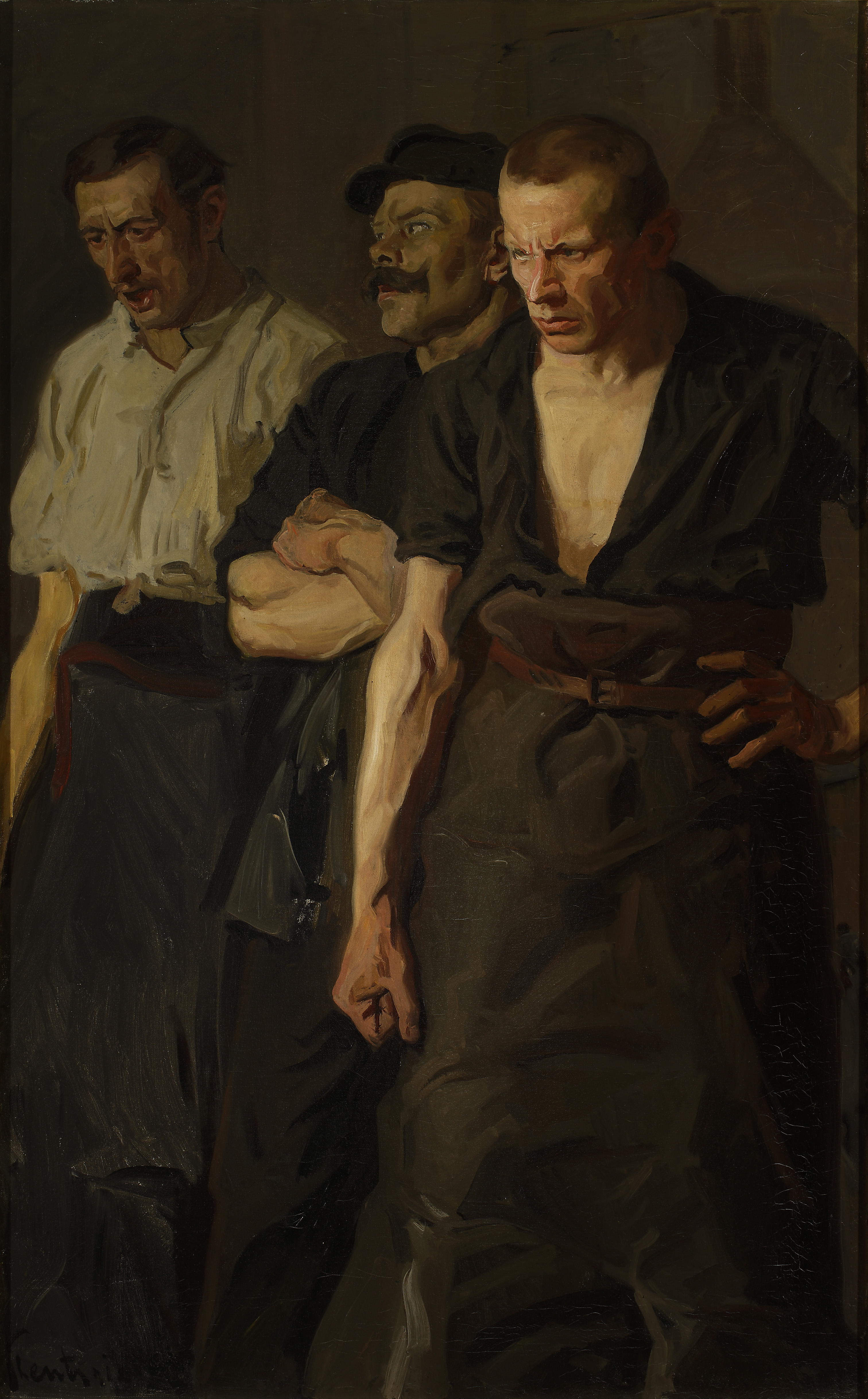
Vaga, de Stanisław Lentz. L'extensió de les vagues per gran part de l'imperi en l'estiu de 1903 i la participació en elles de les organitzacions sota control policial van fer que Pleve posés fi a l'experiment de sindicalisme policial dirigit per Serguéi Zubátov, al que havia recolzat amb certa reticència.

Pleve havia presidit la comissió especial sobre legislació fabril el 1885 que havia assegut les bases de l'actitud general del Govern davant la situació dels obrers del país. Temorós de les conseqüències polítiques de la insatisfacció obrera per les duríssimes condicions de vida que havien de suportar, el Govern imperial va adoptar una actitud mixta, de repressió de qualsevol desordre o agitació revolucionària entre els obrers, alhora que tractava de millorar la seva situació, protegir-los dels abusos dels empresaris, i erigir-se així en el referent d'aquells per a la defensa dels seus interessos, desplaçant en aquest paper als revolucionaris. Del treball de la comissió havien sorgit diverses lleis que havien prohibit el treball nocturn de dones i menors d'edat, regulat la relació entre empresari i obrer, prohibit les multes dels empresaris, els lloguers d'eines als empleats, el pagament en espècie, etc. A més s'havia ampliat el cos d'inspectors de fàbriques creat el 1882. Malgrat aquestes mesures, la situació real dels obrers va millorar poc. El Govern seguia prohibint els sindicats, les vagues i mantenia el cost de les accions legals fos de l'abast dels treballadors. Els inspectors a més no sempre es mostraven capaços o disposats a corregir els abusos empresarials. Els industrials explicaven així mateix amb el respatller habitual del Ministeri de Finances, interessat principalment en el manteniment de l'ordre i el desenvolupament industrial del país. El 1899, després d'una nova ona de protestes en la indústria per les deplorables condicions dels treballadors, el Ministeri d'Interior va aconseguir crear un cos de policia fabril, malgrat l'oposició del de Finances. Les recerques posteriors de la policia van confirmar que les males condicions que sofrien els obrers eren la causa principal de les protestes.
Pleve va decidir afrontar el problema amb tres mesures: l'aprovació de nova legislació que millorés la situació dels treballadors, l'aixafament de qualsevol desordre i l'ampliació de les competències del seu ministeri en aquesta àrea. Per a la primera va aconseguir l'acord del Ministeri de Finances i d'alguns empresaris, disposats a realitzar concessions per evitar les protestes obreres. Es va crear el càrrec de representant fabril que podia presentar les queixes dels treballadors davant els propietaris i la inspecció, es va aprovar una llei sobre accidents de treball i poc més tard una altra que regulava les hores extraordinàries. Les mesures, no obstant això, novament van tenir un impacte limitat en la situació dels obrers, que seguien sense gaudir de dret a vaga o a sindicar-se. Les mesures de supressió dels desordres van portar durant l'hivern de 1902-1903 a una sèrie de xocs entre obrers i forces de seguretat que van produir diverses desenes de morts i ferits en diferents zones del país i van augmentar l'hostilitat obrera cap al Govern, al contrari del que Pleve desitjava. La tercera mesura va portar a una reorganització de les forces policials i a l'aplicació d'un nou programa de sindicalisme policial, dirigit pel nou cap de la Ojrana, Serguéi Zubátov.
Zubátov va ampliar les xarxes de la Ojrana, en contra del promès originalment per Pleve, que havia afirmat que les desmantellaria. El ministre va recolzar, encara que amb reticències, els plans del cap de la policia secreta per estendre els seus sindicats baix control policial; els plans de Zubátov complien en part els objectius de convertir al Govern en defensor dels obrers, de mantenir a aquests baix vigilància de les forces d'ordre i de desarmar així a les forces revolucionàries. D'altra banda, Pleve temia que aquestes organitzacions poguessin descontrolar-se i convertir-se en focus d'oposició al Govern.
En l'estiu de 1903, quan la situació del país semblava en calma i les reformes agrària i de l'administració semblaven encaminades i Pleve es disposava a descansar uns dies en la seva hisenda campestre, van esclatar vagues entre els ferroviaris i marins de Odesa que a mitjan juliol s'havien estès a tot el sud del país. Els desordres li van portar a ordenar l'arrest dels sindicalistes policials de Odesa, part de la xarxa controlada i subvencionada per Zubátov, i a posar fi a l'experiment de sindicalisme policial. El pogrom de Kishiniev, la possible complicitat del ministre, la restricció de les seves activitats per ordre del Ministeri d'Interior a l'abril i la circular contra el moviment sionista de juny van portar al Partit Obrer Independent Jueu —parteix també de la trama de Zubátov— a dissoldre's al començament de juliol, completament desacreditat entre els seus nombrosos partidaris. La involucració dels sindicalistes policials en les protestes, la seva amplitud —van abastar diverses zones del país— i el perill que aquestes servissin a Witte per denunciar-ho davant l'emperador li van portar a posar fi al programa de Zubátov. En diferents punts del país, l'ordre de Pleve d'utilitzar les tropes contra els vaguistes i manifestants, cada vegada més nombrosos, va produir víctimes mortals. La repressió de les protestes, degudes segons les posteriors recerques del propi ministeri a les males condicions treballo, van resultar contraproduents: van eliminar els sindicats controlats per la policia, van reforçar als socialdemòcrates i van mostrar la disposició de Pleve d'aixafar per les armes les protestes. El ministre, no obstant això, va aconseguir culpar dels desordres a Zubátov, que va tractar en va d'intrigar contra Pleve amb el suport de Witte.
La marxa de Zubátov va deixar a Pleve temporalment sense alternativa davant el problema del proletariat urbà. Malgrat els seus temors sobre les possibles conseqüències d'organitzar als obrers, va oferir el seu suport a un dels col·laboradors de Zubátov, el sacerdot Gueorgui Gapón, que va formar l'Assemblea de Treballadors Fabrils de la Ciutat de Sant Petersburg, organització que va créixer amb rapidesa. Els intents d'estendre la seva organització a altres parts del país al juny de 1904 i les crítiques de Gapón a la dependència de les restes de l'organització obrera moscovita de les autoritats van acabar per alarmar a Pleve, que va amenaçar al sacerdot amb l'exili interior en cas de continuar amb l'agitació obrera. El seu assassinat pocs dies després va permetre a Gapón continuar amb les seves activitats.

### La guerra amb el Japó
Pleve va tenir un paper secundari però important. en els esdeveniments que van conduir a la guerra russojaponesa. Va donar suport la postura bel·licista del favorit imperial Aleksandr Bezobrazov. El seu suport a rebutjar l'accés de les potències a Manxúria i la seva persecució de les minories van privar a Rússia del suport d'aquelles. A més, el seu respatller a la formació d'un nou virregnat oriental va complicar que es pogués arribar a un acord pacífic amb el Japó. Malgrat no participar en algunes de les principals conferències en les quals es va decidir que el país no es retirés de Manxúria i que van conduir al conflicte amb el Japó, Pleve va recolzar fonamentalment la postura dels ministres presents que va precipitar la contesa. La raó principal era que el favorit de l'emperador s'oposava a l'actitud, més moderada, del seu rival Witte, al que Pleve desitjava afeblir a través de Bezobrazov i de la crisi asiàtica. Així mateix, i malgrat el seu desconeixement en política exterior, Pleve s'inclinava a donar suport a la postura de força de Bezobrazov enfront de les concessions. Incapaç d'albirar el perill per al règim imperial d'una derrota militar, desitjós d'afirmar la seva supremacia sobre Witte i temorós d'oposar-se al favorit del tsar i poder perdre així el seu favor, Pleve va acabar secundant al grup d'aventurers que va portar al país a la guerra.
Va tenir probablement un paper destacat en el nomenament al capdavant de les forces russes el ministre de Defensa, el general Alekséi Kuropatkin, i no va dubtar a cap moment de la victòria final russa, malgrat els continus revessos militars. El creixent descontent per les derrotes militars, que semblaven confirmar la incompetència governamental, va portar a Pleve a intensificar la repressió.

## Últims mesos de gestió i mort
El pas de Witte a la presidència del Govern —càrrec honorífic sense poder real—, va convertir a Pleve en el ministre més poderós del país. Para llavors, no obstant això, les seves mesures ja s'havien mostrat ineficaces; malgrat haver aconseguit el suport del tsar, havia agreujat l'hostilitat de la pràctica totalitat de la societat russa cap al Govern. A més d'accentuar el desenganxo de les minories, els obrers concedien cada vegada major atenció a la propaganda revolucionària, la relació amb les classes mitjanes també va empitjorar i la guerra, després d'un breu moment de patriotisme passatger, va agreujar la crisi pels continus desastres militars. En comptes d'engegar el seu pla de reformes, Pleve va reaccionar a la agudització de la crisi augmentant la repressió.
Malgrat això, al maig de 1904, Pleve aconseguia un altre èxit capturant al dirigent de l'Organització de Combat Socialrevolucionaria, Grigori Gershuni i aquesta quedava, segons els desitjos del mateix Gershuni, encapçalada per un agent secret de la policia, Yevno Azef. En poc més d'un any, com ja havia succeït en la dècada de 1880, Pleve semblava haver aconseguit desbaratar l'organització terrorista, que ara quedava presidida per un subaltern del ministre. Azef, lleial en realitat solament a si mateix, sospesava el perill de la nova situació, al capdavant d'una organització els plans de la qual no podia fer fracassar sistemàticament sense aixecar sospites. Així, mentre la policia feia progressos en la seva lluita amb els revolucionaris, estenent la seva organització pel país, augmentant la vigilància i detenint no solament a Grigori Gershuni i a part de l'Organització de Combat Socialrevolucionària, sinó a altres cèl·lules revolucionàries a diverses ciutats de l'imperi, Azef preparava l'assassinat de Pleve. Azef va mantenir el seu doble paper d'agent policial —comunicant al ministeri parteix dels detalls del pla contra Pleve— i terrorista revolucionari —donant suport al pla dels subordinats més decidits per eliminar immediatament al ministre. El primer atemptat, el 18 de març de 1904 i del que Azef solament havia informat parcialment a les autoritats, va fallar quan un dels terroristes, que temia que li seguien, va abandonar el seu lloc. Dos nous intents d'acabar amb Pleve van fracassar el 24 de març i l'1 d'abril. Cada vegada més sota sospita dels socialrevolucionaris, Azef va decidir desfer-se del ministre per garantir la seva pròpia seguretat. Llavors sis intents d'assassinat del ministre havien fracassat. Pleve seguia confiant que Azef, com a agent del seu ministeri, li informaria en cas que es planegés algun nou atemptat contra ell. Azef, per contra, havia comunicat al ministeri que els atacs contra el ministre s'havien abandonat per falta de bombes.

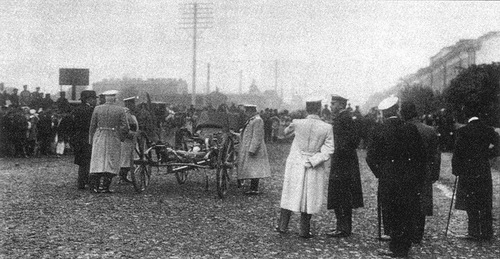
Policies al costat del carruatge del ministre després de l'atemptat que li va costar la vida al juliol de 1904.

Després d'un període de vigilància dels desplaçaments del ministre, es va traçar un pla per assassinar-ho amb quatre terroristes armats amb bombes que ho assaltarien en el seu camí a presentar els informes habituals al tsar. Mentre que el primer terrorista solament havia de llançar la seva bomba al carruatge de Pleve en cas que donés la volta, el segon havia de realitzar l'atac principal, quedant el tercer i cambra en reserva en cas que el primer atac fallés i el vehicle continués avançant. Borís Sàvinkov va quedar al comandament de l'operació, que es va planejar pel 8 de juliol. Al no presentar-se el principal terrorista, Egor Sazonov, l'atemptat es va posposar al 15. Reunits amb Sávinkov en l'Estació Varsòvia, els quatre terroristes van rebre les seves bombes i van marxar separadament a Izmailovski Prospekt disfressats de ferroviaris per ocupar les seves posicions d'atac.
Pleve marxava com era habitual a presentar el seu informe setmanal a l'emperador, en el seu carruatge acompanyat per detectius amb bicicleta i pel seu guardaespatlles personal, que li seguia en un altre carruatge. El grup havia de passar per Izmailovski Prospekt camí de l'Estació Varsòvia per prendre el tren de les 10:00 a. m. a Peterhof. Al voltant de les 9:40 a. m., Sazonov es va precipitar sobre el carruatge amb la seva bomba embolicada en un periòdic; malgrat xocar amb un dels detectius que protegien al ministre, va aconseguir llançar-la per la finestra del carruatge, que va explotar. L'explosió va rebentar al vehicle, va matar el cotxer i al ministre i va ferir de gravetat al terrorista i a un oficial, i a altres transeünts i al detectiu que havia xocat amb l'assassí, menys greument. Pleve, amb el cap mutilat, el braç gairebé arrencat, un esvoranc en el costat i un resquill del cotxe en el crani, havia mort instantàniament.
La seva mort, que no va costar a Azef la confiança de la policia, va donar pas a un nou període més conciliador amb l'oposició política, protagonitzat pel seu successor al capdavant del ministeri d'Interior, el príncep Piotr Sviatopolk-Mirski. Para llavors el ministre s'havia convertit en símbol de la intransigència i de l'arbitrarietat del règim. La seva mort, per a sorpresa d'alguns observadors, va anar poc lamentada, fins i tot pels partidaris del règim autocràtic, entre els quals Pleve s'havia guanyat nombroses enemistats. El seu assassinat va ser l'esdeveniment que va marcar el canvi d'actitud de la societat en 1904, va mostrar la intensitat del disgust per la situació política i va donar començament a un període de major agitació contra la guerra i el Govern.
El seu programa de reformes, sovint sense aplicar, va servir, no obstant això, com a precursor d'altres posteriors. Les seves mesures repressives, contraproduents, solament van causar l'augment de les files de l'oposició, situació que els seus successors no van aconseguir canviar. Les accions de Pleve van causar l'hostilitat de la pràctica totalitat de la població contra la autocràcia, augmentant el descontentament que va esclatar poc després en la Revolució de 1905. Fins i tot les causes immediates de la revolució, la derrota militar i la matança de manifestants en el Diumenge Sagnant, es devien en part a Pleve, que havia defensat als bel·licistes que havien portat al país a la contesa i havia recolzat i finançat les activitats del pare Gueorgui Gapón.